# Julia Bulette
 (août 2023).
La mise en forme du texte ne suit pas les recommandations de Wikipédia : il faut le « wikifier ».
Les points d'amélioration suivants sont les cas les plus fréquents. Le détail des points à revoir est peut-être précisé sur la page de discussion.
- Les titres sont pré-formatés par le logiciel. Ils ne sont ni en capitales, ni en gras.
- Le texte ne doit pas être écrit en capitales (les noms de famille non plus), ni en gras, ni en italique, ni en « petit »…
- Le gras n'est utilisé que pour surligner le titre de l'article dans l'introduction, une seule fois.
- L'italique est rarement utilisé : mots en langue étrangère, titres d'œuvres, noms de bateaux, etc.
- Les citations ne sont pas en italique mais en corps de texte normal. Elles sont entourées par des guillemets français : « et ».
- Les listes à puces sont à éviter, des paragraphes rédigés étant largement préférés. Les tableaux sont à réserver à la présentation de données structurées (résultats, etc.).
- Les appels de note de bas de page (petits chiffres en exposant, introduits par l'outil «  Source ») sont à placer entre la fin de phrase et le point final[comme ça].
- Les liens internes (vers d'autres articles de Wikipédia) sont à choisir avec parcimonie. Créez des liens vers des articles approfondissant le sujet. Les termes génériques sans rapport avec le sujet sont à éviter, ainsi que les répétitions de liens vers un même terme.
- Les liens externes sont à placer uniquement dans une section « Liens externes », à la fin de l'article. Ces liens sont à choisir avec parcimonie suivant les règles définies. Si un lien sert de source à l'article, son insertion dans le texte est à faire par les notes de bas de page.
- La présentation des références doit suivre les conventions bibliographiques. Il est recommandé d'utiliser les modèles {{Ouvrage}}, {{Chapitre}}, {{Article}}, {{Lien web}} et/ou {{Bibliographie}}. Le mode d'édition visuel peut mettre en forme automatiquement les références.
- Insérer une infobox (cadre d'informations à droite) n'est pas obligatoire pour parachever la mise en page.

Pour une aide détaillée, merci de consulter Aide:Wikification.
Si vous pensez que ces points ont été résolus, vous pouvez retirer ce bandeau et améliorer la mise en forme d'un autre article.
 (août 2023).
Julia Bulette (1832-1867) est une prostituée américaine d'origine anglaise à Virginia City, au Nevada, une ville en plein essor desservant la mine d'argent de Comstock Lode. Elle est assassinée en 1867 et un vagabond français nommé John Millain est rapidement reconnu coupable et pendu pour ce crime. Les légendes ultérieures entourant la vie et le statut de Julia en tant que travailleuse du sexe et madame se développent au fil du temps et deviennent une partie du folklore de la ville.

## Origines
Juliette « Julie » Bulette est née à Londres et part pour la La Nouvelle-Orléans avec sa famille à la fin des années 1830. Vers 1852 ou 1853, elle déménage en Californie, où elle vit dans divers endroits jusqu'à son arrivée en 1859 à Virginia City, Nevada, une ville minière en plein essor depuis la découverte d'argent de Comstock Lode la même année. Comme elle est la seule femme de la région, elle est très recherchée par les mineurs et commence à se prostituer. Jule, ou Julia, est décrite comme une belle brune, grande et mince, aux yeux sombres, aux manières raffinées et dotée d'une personnalité pleine d'humour et d'esprit.
Jule Bulette vit et travaille dans un petit cottage loué près du croisement des rues D et Union, dans le quartier des divertissements de Virginia City. Opératrice indépendante, elle rivalise avec les bordels huppés, les prostituées et les vieilles filles pour de maigres revenus.
Les récits des journaux contemporains sur son meurtre captivent l'imagination populaire. Avec peu de détails sur sa vie, les chroniqueurs du xxe siècle élèvent la courtisane au rang d'héroïne populaire, lui attribuant les attributs douteux de richesse, de beauté et de statut social. En réalité, Bulette était malade et endettée au moment de sa mort.

## Meurtre
Le matin du 20 janvier 1867, le corps partiellement nu de Bulette est retrouvé par sa servante dans sa chambre. Elle a été étranglée et matraquée à mort. Bulette est enterrée au cimetière des pionniers.
Un peu plus d'un an plus tard, John Millain, un vagabond français, est arrêté et accusé du crime. Le 24 avril 1868, il se rend à la potence, jurant qu'il n'est pas coupable du meurtre bien que complice du vol de ses maigres biens. L'auteur Mark Twain est témoin de la pendaison de Millain.

## Héritage
La légende de Bulette perdure après sa mort. Le Virginia and Truckee Railroad honore sa mémoire en donnant son nom à l'un de ses autocars de club richement meublés. Son portrait est accroché dans de nombreux saloons de Virginia City et l'auteur Rex Beach l'immortalise sous le nom de Cherry Malotte dans son roman The Spoilers.
Il n'existe que deux portraits authentiques de Bulette. L'un est une photographie qui la montre debout à côté d'un chapeau de pompier du moteur numéro 1. Un autre cliché, initialement identifiée comme étant son portrait, est très probablement celui de sa femme de chambre, également nommée Julia.
L'émission de télévision Bonanza diffuse un épisode intitulé "L'histoire de Julia Bulette" (saison 1, épisode 6, 17 octobre 1959) dans lequel Julia est interprétée par l'actrice Jane Greer.

## Voir également
- Prostitution aux États-Unis